# Floridsdorfer Markt

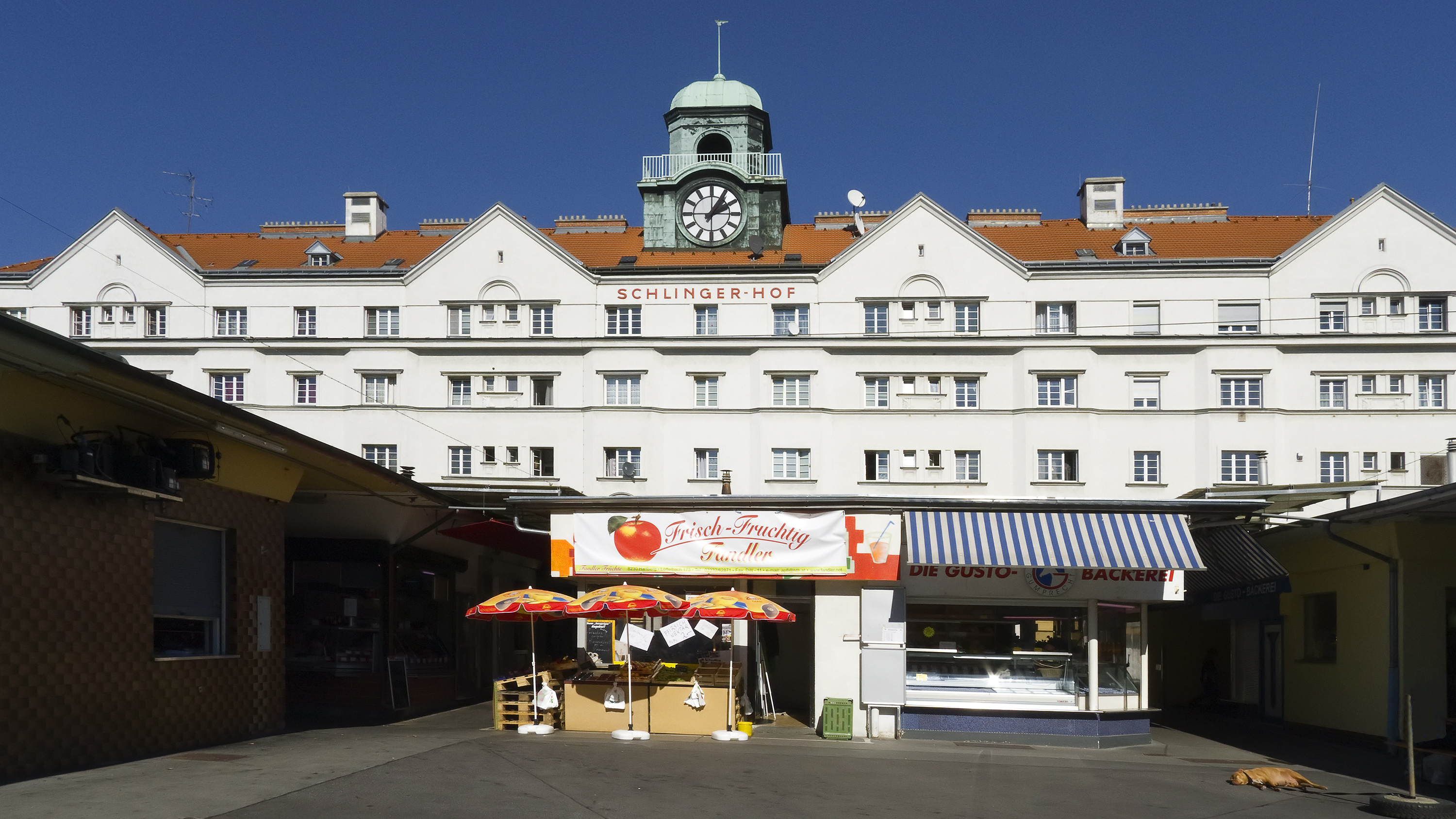
Floridsdorfer Markt mit dem im Hintergrund befindlichen Schlingerhof

Der Floridsdorfer Markt ist ein traditioneller Markt im 21. Wiener Gemeindebezirk Floridsdorf. Er erstreckt sich zwischen Brünner Straße, Schleifgasse und Pitkagasse. Im Volksmund wird er auch als Schlingermarkt bezeichnet, da er sich neben der Wohnhausanlage Schlingerhof befindet.

## Angebot
Der Floridsdorfer Markt besteht aus ca. 25 Marktständen. Freitags und samstags findet zusätzlich ein Bauernmarkt mit über 20 Ständen statt, aber auch die umliegenden Geschäfte sind in das Grätzl integriert. Das Angebot umfasst neben Obst, Gemüse, Fisch, Fleisch und Brot auch einige Feinkostgeschäfte, Blumen, Textilien sowie Gastronomiebetriebe. Eine öffentliche Toilette und ein Trinkbrunnen runden das Angebot ab.  Im angrenzenden Schlingerhof ist auch das Marktamtsmuseum untergebracht.

## Geschichte

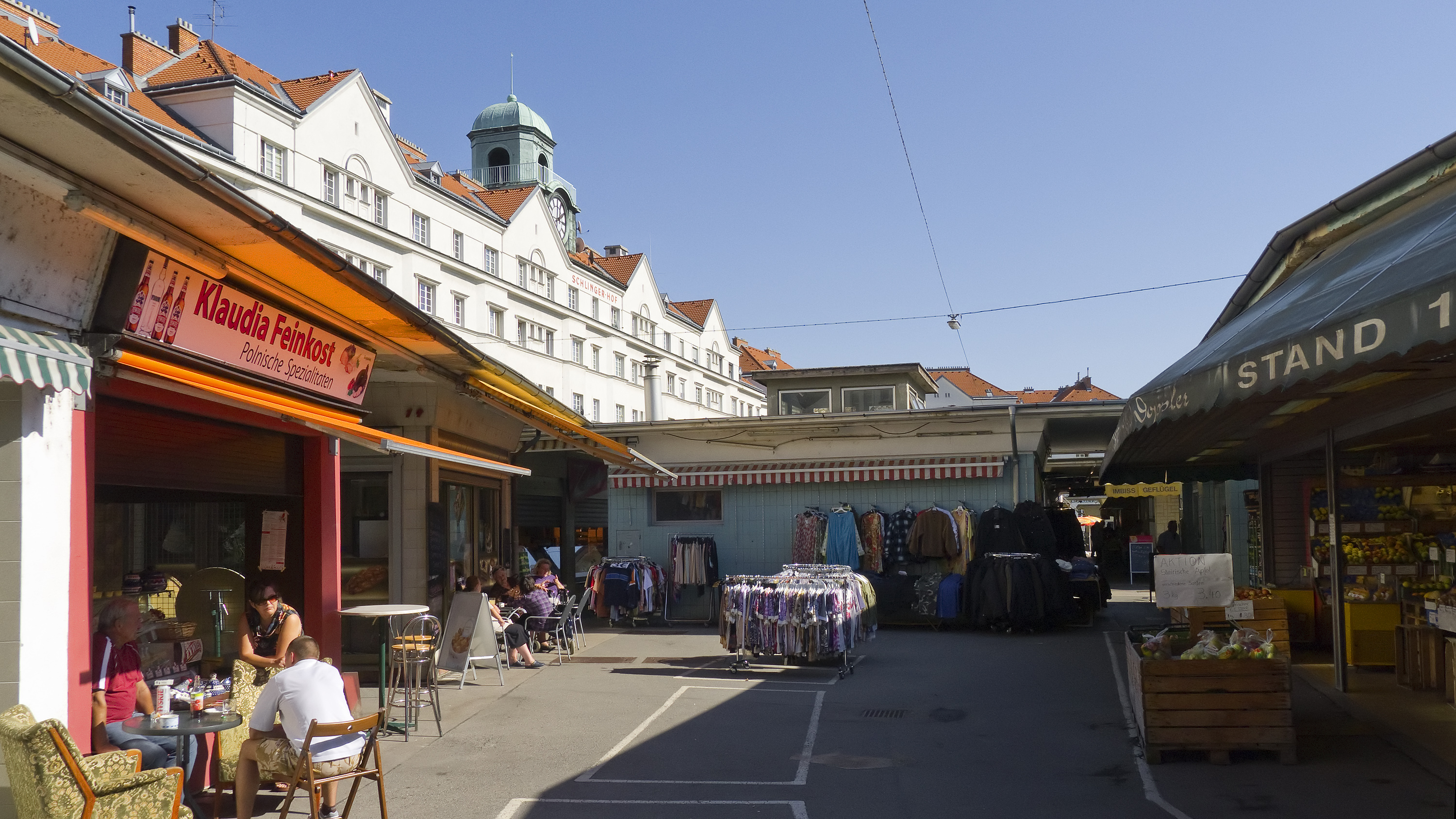
Marktbereich

Von 1887 bis 1897 wurde der Markt vor dem Gemeindewirtshaus am Spitz abgehalten, etwa dort, wo sich heute der Stiegenaufgang des Bezirksamtes befindet. Nach dem Abbruch des Gasthauses 1901 und der Errichtung des heutigen Bezirksamtes an dieser Stelle wurde der Markt provisorisch in die damalige Haidschüttgasse verlegt (heutige Wolfsschanzengasse) verlegt. Nach der Fertigstellung fand er wieder Am Spitz statt, wurde aber zwischen dem damaligen Kaufhaus „Forum“ (befand sich am „Am Spitz 16“) und dem Bezirksamt abgehalten. 1926 wurde er an seinen heutigen Standort beim Schlingerhof, auf dem Gelände des 1911 stillgelegten Gaswerk Floridsdorf, verlegt. Auf Beschluss des Gemeinderates erhielt er offiziell den Namen „Floridsdorfer Markt“. Im Herbst 1926 wurde auch eine Straßenbeleuchtung für den Markt errichtet. Während des Zweiten Weltkrieges wurden die damaligen Holzstände im April 1944 durch Bombentreffer am Floridsdorfer Markt zerstört. Nach umfangreichen Wiederaufbaumaßnahmen – die Marktstände wurden nach dem Krieg aus Schlackenbeton wiedererrichtet – erfolgte am 16. Oktober 1948 die feierliche Wiedereröffnung. Es gab auch eine Milchhalle am Markt, die jedoch 1967 verkauft wurde.
Der Schlingermarkt wird bis zum Sommer 2025 umgestaltet: Eine Pergola mit integrierter Photovoltaikanlage als Schattenspender sowie Baumpflanzungen und Grünbeete sollen für ein angenehmes Mikroklima sorgen.

## Gedenkstein

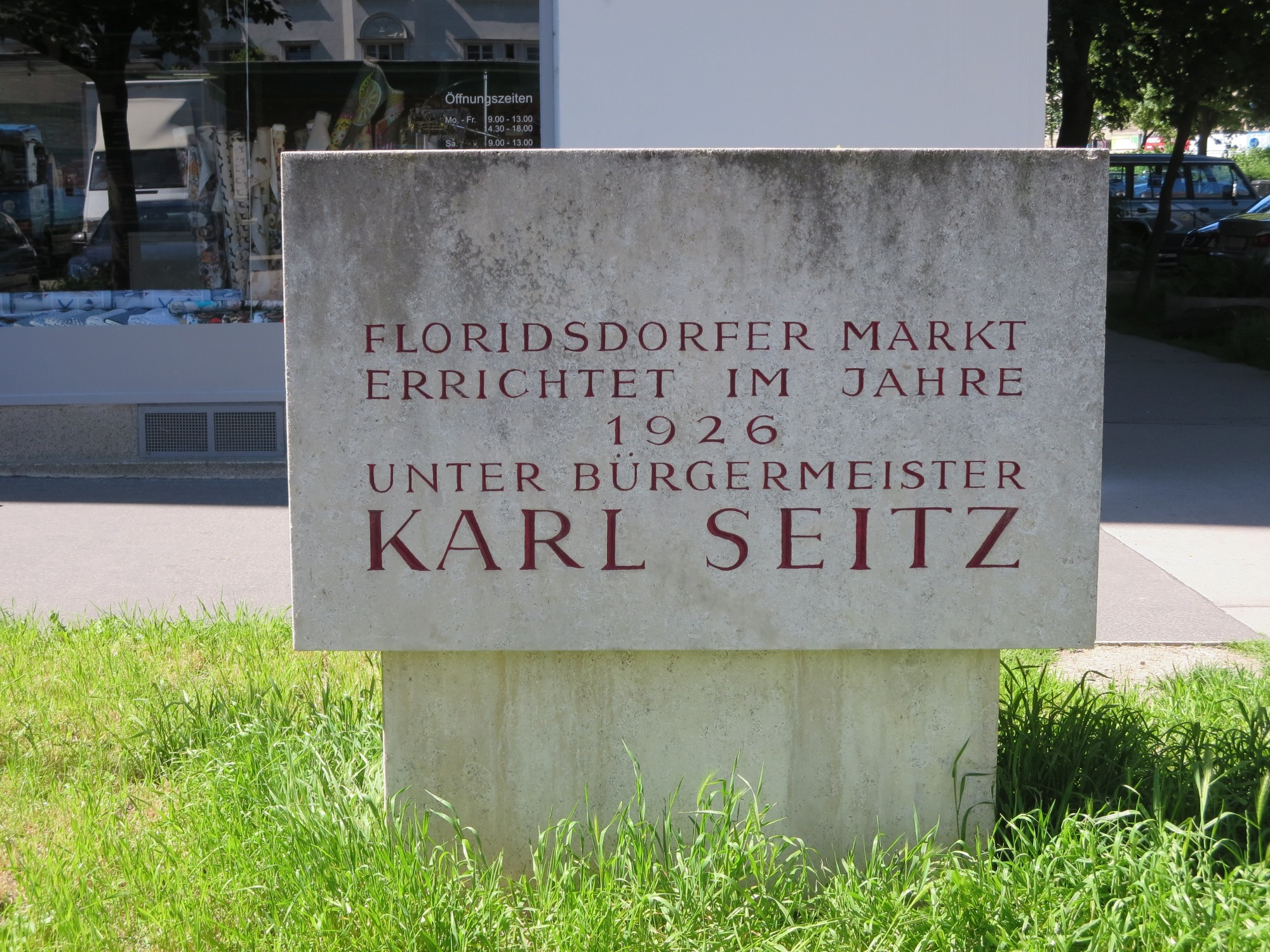
Gedenkstein am Floridsdorfer Markt mit Inschrift auf Vorder- und Rückseite

An der Brünner Straße 26–32 erinnert ein Gedenkstein mit Inschriften an die Geschichte des Floridsdorfer Marktes:
„Floridsdorfer Markt errichtet im Jahre 1926 unter Bürgermeister Karl Seitz“
„Der Floridsdorfer Markt wurde seit 1887 am Spitz abgehalten. Bei Errichtung des Schlingerhofes auf dem Gelände des ehemaligen englischen Gaswerkes im Jahr 1926 wurde er hierher verlegt und nach schwerer Beschädigung im Kriege 1945 wieder aufgebaut.“